# AS Temanava
El AS Temanava es un equipo de fútbol de Tahití que juega en la Primera División de Tahití, la liga de fútbol más importante del país.

## Historia
Fue fundado en la ciudad de Maatea y nunca ha sido campeón de primera división, ya que su único título importante ha sido ganar la Copa de Tahití en 1 ocasión en el año 2006 tras vencer en la final al AS Dragon.
Aunque nunca ha sido campeón de la Primera División de Tahití, han jugado en la Liga de Campeones de la OFC en 1 ocasión, aunque lo hizo por invitación, siendo eliminado en la primera ronda por el Marist FC de las Islas Salomón y el Ba FC de Fiyi.

## Palmarés
- Copa de Tahití: 1

2005/06

## Participación en competiciones de la OFC
| Temporada | Torneo                      | Ronda          | Club      | Casa | Visita | Global    |
| --------- | --------------------------- | -------------- | --------- | ---- | ------ | --------- |
| 2007      | Liga de Campeones de la OFC | Fase de grupos | Marist FC | 2-1  | 0-2    | 2.º lugar |
| 2007      | Liga de Campeones de la OFC | Fase de grupos | Ba FC     | 1-1  | 0-1    | 2.º lugar |